# マネー・トレーダー 銀行崩壊
マネートレーダー 銀行崩壊（ぎんこうほうかい、英: Rogue Trader）は、1998年にイギリスで制作された実録映画、またはその原作となった本である。1995年に投資銀行ベアリングス銀行が破綻した事件を題材にしている。
破綻の原因を作ったベアリングス銀行のトレーダー、ニック・リーソンの手記 (The Rogue Trader：How did I Down Barings Bank and Shook Financial World) が1996年にイギリスで出版され、1999年にはイギリスで映画が公開された。
日本語訳は1997年に新潮社から『私がベアリングズ銀行をつぶした』（戸田裕之訳）として出版された。映画は2000年に日本公開され、同年に出版された日本語訳の文庫版は、邦題が映画と同じ『マネートレーダー銀行崩壊』へと改題された。

## キャスト
※括弧内は日本語吹替
- ニック・リーソン - ユアン・マクレガー（森川智之）
- リサ・リーソン - アンナ・フリエル（魏涼子）
- ピエール・ボーマルシェ - イヴ・ベネトン（有本欽隆）
- ダニー・アルギロポロス - リー・ロス（高木渉）
- トニー・ホウズ - ティム・マッキナリー（小室正幸）
- ロン・ベイカー - ナイジェル・リンゼイ（宝亀克寿）
- ブレンダ・グレンジャー - ベッツィ・ブラントリー（園田恵子）
- ピーター・ベアリング会長 - ジョン・スタンディング（塚田正昭）
- ピーター・ノリス頭取 - サイモン・シェパード（牛山茂）
- サイモン・ジョーンズ - ピップ・トレンス（仲野裕）